# HD 141194
HD 141194，又名CD-4810349，SAO 226254、HR 5871，是一颗恒星，视星等为5.84，位于銀經330.51，銀緯4.16，其B1900.0坐标为赤經15h 42m 43.1s，赤緯-48° 4.16′ 19″。